# هيستوري (أمر)
في الحوسبة، تحتفظ القشرة المختلفة بسجل للأوامر التي أصدرها المستخدم خلال الجلسة الحالية. يعمل الأمر history مع قائمة محفوظات الأوامر. عندما يتم إصدار الأمر بدون خيارات، فإنه يطبع قائمة المحفوظات. يمكن للمستخدمين توفير الخيارات والوسيطات للأمر لمعالجة عرض قائمة المحفوظات وإدخالاتها. يمكن أيضًا تأثر تشغيل أمر المحفوظات بمتغيرات البيئة الخاصة بالصدفة . على سبيل المثال، يمكن تعيين متغير بيئة للتحكم في عدد الأوامر للاحتفاظ بها في القائمة.

## التاريخ
في الإصدارات القديمة من يونكس ، كان أمر history هو برنامج منفصل. ومع ذلك، فقد شملت معظم الأصداف منذ وقت طويل أمر المحفوظات كقضية مدمجة، وبالتالي فإن البرنامج المنفصل لم يعد شائع الاستخدام.

## تطبيقات
يتوفر الأمر في العديد من شل يونكس ، وكذلك في باورشل و رياكت أو إس و كوليبري أو إس . يتم تضمينه أيضًا كأمر خارجي في PTS-DOS حيث يحتفظ بجزء مقيم، وأحيانًا في الذاكرة الاصطلاحية.
نظرًا لأن معظم أوامر المحفوظات الحالية مدمجة في shell ، تعتمد التفاصيل على اختيار shell .

### باش
يحتوي أمر history على بناء الجملة التالي في باش (يونكس) : 
```
history [-c] [-d offset] [n] 

history -awrn [filename]

history -ps arg [arg...]

```

### بوويرشيل
في باورشل ، يعد السجل اسمًا مستعارًا للأمر محدد مسبقًا لأمر Get-History باورشل . بالإضافة إلى ذلك، يتضمن PowerShell أوامر cmdlets لـ Add-History و Clear-History و Get-History و Invoke-History . تخدم أوامر cmdlets *-History نفس الغرض مثل أمر history شبيه يونكس . 
```
Get-History
 
[[
-Id
]
 
<
Int64
[]>]
 
[[
-Count
]
 
<
Int32
>]
 
[<
CommonParameters
>]
 
Add-History
 
[[
-InputObject
]
 
<
PSObject
[]>]
 
[
-Passthru
]
 

[<
CommonParameters
>]
 
Clear-History
 
[[
-Id
]
 
<
Int32
[]>]
 
[[
-Count
]
 
<
Int32
>]
 
[
-Newest
]
 
[
-Confirm
]
 
[
-WhatIf
]
 

[<
CommonParameters
>]
 
Clear-History
 
[[
-Count
]
 
<
Int32
>]
 
[
-CommandLine
 
<
String
[]>]
 
[
-Newest
]
 
[
-Confirm
]
 
[
-WhatIf
]
 

[<
CommonParameters
>]
 
Invoke-History
 
[[
-Id
]
 
<
String
>]
 
[
-Confirm
]
 
[
-WhatIf
]
 

[<
CommonParameters
>]

```